# Odrubok, Sofiivka
Odrubok (în ucraineană Одрубок) este un sat în comuna Novovasîlivka din raionul Sofiivka, regiunea Dnipropetrovsk, Ucraina.

## Demografie
Componența lingvistică a localității Odrubok
     Ucraineană (98,7%)
     Rusă (1,3%)
Conform recensământului din 2001, majoritatea populației localității Odrubok era vorbitoare de ucraineană (98,7%), existând în minoritate și vorbitori de rusă (1,3%).